# Саунин, Олег Рудольфович
Олег Рудольфович Саунин (род. 7 февраля 1966) — советский и российский шашист (заочные русские шашки и бразильские шашки).
Чемпион СССР по переписке 1988, России по электронной почте 2005 и 2008, обладатель Кубка мира по заочной игре 2003, серебряный призёр 9 чемпионата мира по переписке 2004, бронзовый призёр чемпионата мира по электронной почте 2005 и заочного чемпионата Европы, чемпион мира по заочной игре 2009..
Международный гроссмейстер (1998), гроссмейстер России (1999), мастер спорта СССР (1989).
Тренер СДЮСШОР «Янтарь».

## Тривия
Выиграл Чемпионат СССР (1988) будучи КМС.

## Интервью
— Олег Рудольфович, расскажите, пожалуйста, откуда появился интерес к шашкам. С чего все началось?
— Это началось давно, когда шашки входили у нас в десятку самых популярных видов спорта, когда в шашки играли все, когда в Северске совсем не было никаких шашечных школ или клубов. У меня отец всегда занимался шашками. Он — сильный кандидат в мастера, призёр первенства области. Я специально шашками не занимался. Единственное, что сделал, — это взял и изучил книжку по теории, разобрал позиции и поехал в 15 лет в Ригу на Всесоюзное первенство по международным шашкам. Даже практики игры у меня тогда ещё почти никакой не было.— http://razsh.narod.ru/Akademikishashek/Saunin.doc